# Mastocarpus papillatus
Espèce
Synonymes
- homotypiques :
  - Sphaerococcus papillatus C.Agardh 1821[1]
  - Iridaea papillata (C.Agardh) Greville 1830[1]
  - Gigartina papillata (C.Agardh) J.Agardh 1846[1]
- hétérotypiques :
  - Chondrus mamillosus var. sitchensis Ruprecht 1850[1]
  - Gigartina obovata J.Agardh 1899[1]
  - Gigartina sitchensis (Ruprecht) Yendo 1916[1]
  - Petrocelis franciscana Setchell & N.L.Gardner 1917[1]
  - Gigartina kuetzingii Setchell & N.L.Gardner 1933[1]
  - Gigartina papillata var. obovata (J.Agardh) M.S.Doty 1947[1]

Mastocarpus papillatus est une espèce d'algues rouges, de la famille des Gigartinaceae, que l'on trouve sur la côte ouest des États-Unis, de la Californie à l'Alaska. Elle est utilisée pour traiter l'herpès[source insuffisante][réf. nécessaire]. Elle est aussi bénéfique, via ingestion orale, pour traiter des problèmes de peau comme le psoriasis ou l'eczéma.[réf. nécessaire]

## Synonymes
Cette espèce a pour synonymes : 
- homotypiques :
  - Sphaerococcus papillatus C.Agardh 1821[1]
  - Iridaea papillata (C.Agardh) Greville 1830[1]
  - Gigartina papillata (C.Agardh) J.Agardh 1846[1]
- hétérotypiques :
  - Chondrus mamillosus var. sitchensis Ruprecht 1850[1]
  - Gigartina obovata J.Agardh 1899[1]
  - Gigartina sitchensis (Ruprecht) Yendo 1916[1]
  - Petrocelis franciscana Setchell & N.L.Gardner 1917[1]
  - Gigartina kuetzingii Setchell & N.L.Gardner 1933[1]
  - Gigartina papillata var. obovata (J.Agardh) M.S.Doty 1947[1]